# Mistrzostwa Europy w Lekkoatletyce 1971 – skok o tyczce mężczyzn

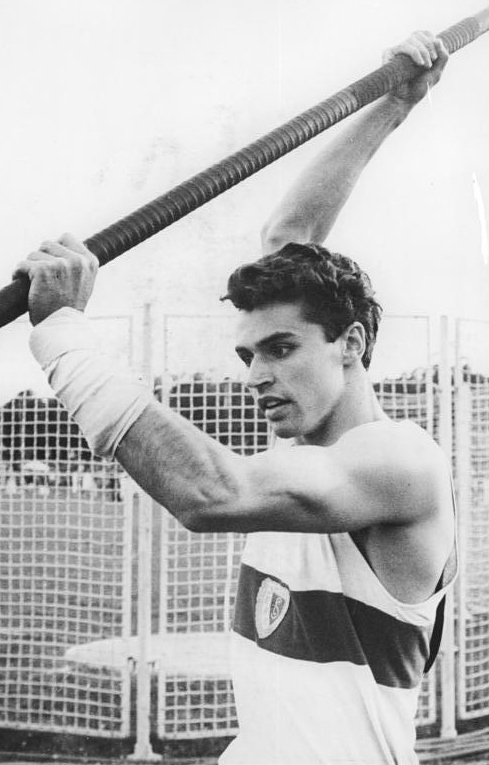
Wolfgang Nordwig

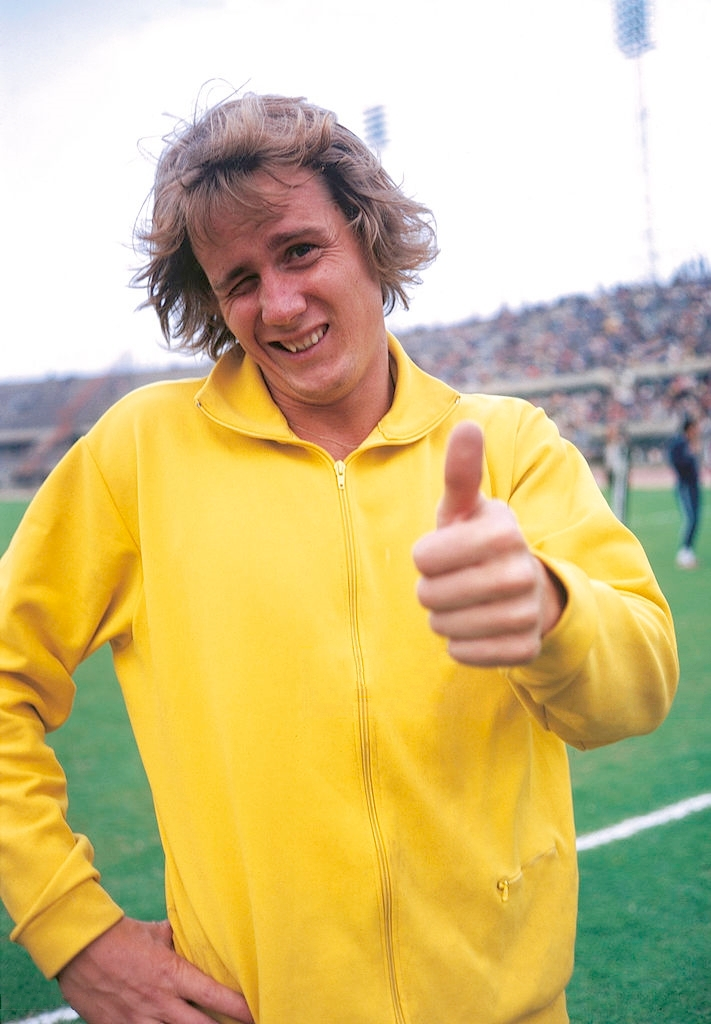
Kjell Isaksson

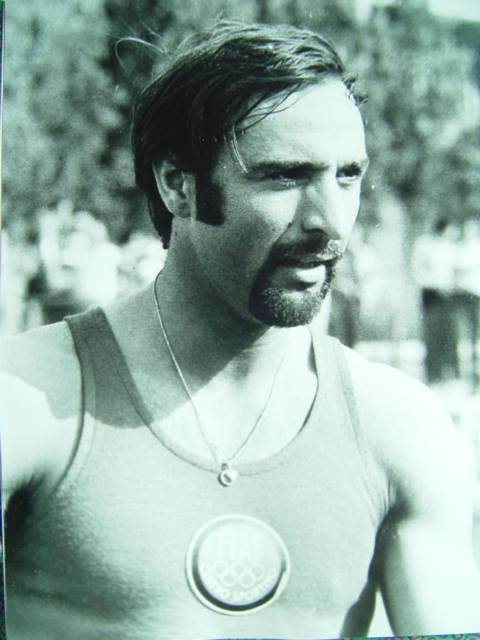
Renato Dionisi

Skok o tyczce mężczyzn był jedną z konkurencji rozgrywanych podczas X Mistrzostw Europy w Helsinkach. Kwalifikacje rozegrano 11 sierpnia, a finał 13 sierpnia 1971. Zwycięzcą tej konkurencji został reprezentant NRD Wolfgang Nordwig, który obronił tytuły z mistrzostw w 1966 i mistrzostw w 1969. W rywalizacji wzięło udział dwudziestu zawodników z dziesięciu reprezentacji.

## Rekordy
| Rekord świata     | Christos Papanikolau (GRC) | 5,49 | Pireus, Grecja | 24.10.1970 |
| Rekord Europy     | Christos Papanikolau (GRC) | 5,49 | Pireus, Grecja | 24.10.1970 |
| Rekord mistrzostw | Wolfgang Nordwig (GDR)     | 5,30 | Ateny, Grecja  | 20.09.1969 |

## Wyniki

### Kwalifikacje
Minimum wynosiło 5,00 m.
| Miejsce | Zawodnik               | Wynik | Uwagi |
| ------- | ---------------------- | ----- | ----- |
| 1-12    | Renato Dionisi         | 5,00  | Q     |
| 1-12    | Wolfgang Nordwig       | 5,00  | Q     |
| 1-12    | Włodzimierz Sokołowski | 5,00  | Q     |
| 1-12    | Heinfried Engel        | 5,00  | Q     |
| 1-12    | Hans-Jürgen Ziegler    | 5,00  | Q     |
| 1-12    | Risto Ivanoff          | 5,00  | Q     |
| 1-12    | Hans Lagerqvist        | 5,00  | Q     |
| 1-12    | Kjell Isaksson         | 5,00  | Q     |
| 1-12    | Antti Kalliomäki       | 5,00  | Q     |
| 1-12    | Altti Alarotu          | 5,00  | Q     |
| 1-12    | John-Erik Blomqvist    | 5,00  | Q     |
| 1-12    | Jurij Isakow           | 5,00  | Q     |
| 13-15   | Wojciech Buciarski     | 4,90  |       |
| 13-15   | Jean-Michel Bellot     | 4,90  |       |
| 13-15   | Jewgienij Tananika     | 4,90  |       |
| 16      | Serge Lefebvre         | 4,70  |       |
| 17      | Aldo Righi             | 4,60  |       |
| –       | Mike Bull              | NM    |       |
| –       | François Tracanelli    | NM    |       |
| –       | Christos Papanikolau   | NM    |       |

### Finał
| Poz. | Zawodnik               | Reprezentacja | 4,80 | 4,90 | 5,00 | 5,10 | 5,20 | 5,25 | 5,30 | 5,35 | 5,45 | Wynik | Uwagi |
| ---- | ---------------------- | ------------- | ---- | ---- | ---- | ---- | ---- | ---- | ---- | ---- | ---- | ----- | ----- |
| 01 ! | Wolfgang Nordwig       | NRD           | –    | –    | o    | –    | o    | –    | o    | o    | xxx  | 5,35  | CR    |
| 02 ! | Kjell Isaksson         | Szwecja       | –    | –    | xo   | –    | o    | –    | o    | xxx  |      | 5,30  |       |
| 03 ! | Renato Dionisi         | Włochy        | –    | –    | o    | –    | o    | –    | xo   | xxx  |      | 5,30  |       |
| 4.   | Hans Lagerqvist        | Szwecja       | o    | –    | o    | o    | xxo  | o    | xxx  |      |      | 5,25  |       |
| 5.   | Włodzimierz Sokołowski | Polska        | o    | –    | xo   | o    | xxx  |      |      |      |      | 5,10  |       |
| 6.   | John-Erik Blomqvist    | Szwecja       | –    | o    | –    | xo   | xxx  |      |      |      |      | 5,10  |       |
| 7.   | Jurij Isakow           | ZSRR          | –    | o    | –    | xxo  | –    | xxx  |      |      |      | 5,10  |       |
| 8.   | Heinfried Engel        | RFN           | o    | –    | o    | xxo  | xxx  |      |      |      |      | 5,10  |       |
| 9.   | Antti Kalliomäki       | Finlandia     | –    | –    | o    | –    | xxx  |      |      |      |      | 5,00  |       |
| 10.  | Altti Alarotu          | Finlandia     | –    | o    | –    | xxx  |      |      |      |      |      | 4,90  |       |
| 11.  | Hans-Jürgen Ziegler    | RFN           | xo   | o    | xxx  |      |      |      |      |      |      | 4,90  |       |
| 12.  | Risto Ivanoff          | Finlandia     | –    | xo   | –    | xxx  |      |      |      |      |      | 4,90  |       |